# Prividna adresa
Prividna adresa (virtualna adresa) odnosno prividni adresni prostor ( eng. virtual address space, skraćeno VAS ili address space) je mehanizam za raspoređivanje računalne memorije koje je dostupno u operacijskim sustavima kao na primjer UNIX, Linux, Windows NT, OS X i srodnim operacijskim sustavima. Prividna adresa je korisna za mnoge svrhe, a jedna od njih je sigurnost kroz osanmljivanje procesa. Adresu koju stvara neki proces zove se logička adresa koja se kasnije preslikava na svoju prividnu adresu.